# Perth (Escócia)
Perth (gaélico Peairt) é uma cidade do centro da Escócia situada às margens do rio Tay, capital administrativa do concelho de Perth and Kinross.
Pertence à rede das Cidades Cittaslow.
A cidade deve seu nome ao rio Tay (Bertha de Aber The = embocadura do Tay). Cneu Júlio Agrícola teria construído um campo fortificado (Perthusanum) durante o período de conquista romana. A cidade foi a capital dos reis da Escócia do século XIII ao reino de Jaime III.